# Diacarnus bellae
Diacarnus bellae är en svampdjursart som beskrevs av Michelle Kelly-Borges och Jean Vacelet 1995. Diacarnus bellae ingår i släktet Diacarnus och familjen Podospongiidae.
Artens utbredningsområde är havet kring Mikronesien. Inga underarter finns listade i Catalogue of Life.